# Doesburg
Doesburg (baix alemany Doezebarg) és un municipi de la província de Gelderland, al centre-est dels Països Baixos. L'1 de gener del 2009 tenia 11.537 habitants repartits sobre una superfície de 12,90 km² (dels quals 1,38 km² corresponen a aigua). Limita al nord-est amb Bronckhorst, a l'oest amb Rheden i al sud-oest amb Zevenaar.

## Administració
El consistori consta de 15 membres, compost per:
- Partit Socialista, (SP) 6 regidors
- Partit del Treball, (PvdA) 3 regidors
- Partit Popular per la Llibertat i la Democràcia, (VVD) 2 regidors
- Stadspartij Doesburg, 2 regidors
- Crida Demòcrata Cristiana, (CDA) 1 regidor
- Demòcrates 66, 1 regidor